# Parco nazionale Miguasha
Il Miguasha National Park è un parco nazionale che si trova nella Penisola Gaspé, nella provincia canadese di Québec. Istituito nel 1985, il parco venne inserito nel 1999 nell'elenco dei Patrimoni dell'umanità dell'UNESCO a causa dei grandi "giacimenti" di fossili che colmano un gap nella storia dell'evoluzione della vita sulla Terra.

## Descrizione fisica
Le rocce costiere sono costituite di sedimenti di roccia grigia vecchia di 350-375 milioni di anni, composta di strati alterni di arenaria e limo. Qui si trovano foreste di betulle, pioppi e abeti. Alcune delle specie di pesci, fauna e spore che si trovano nel parco sono antiche o rare.

## Paleontologia

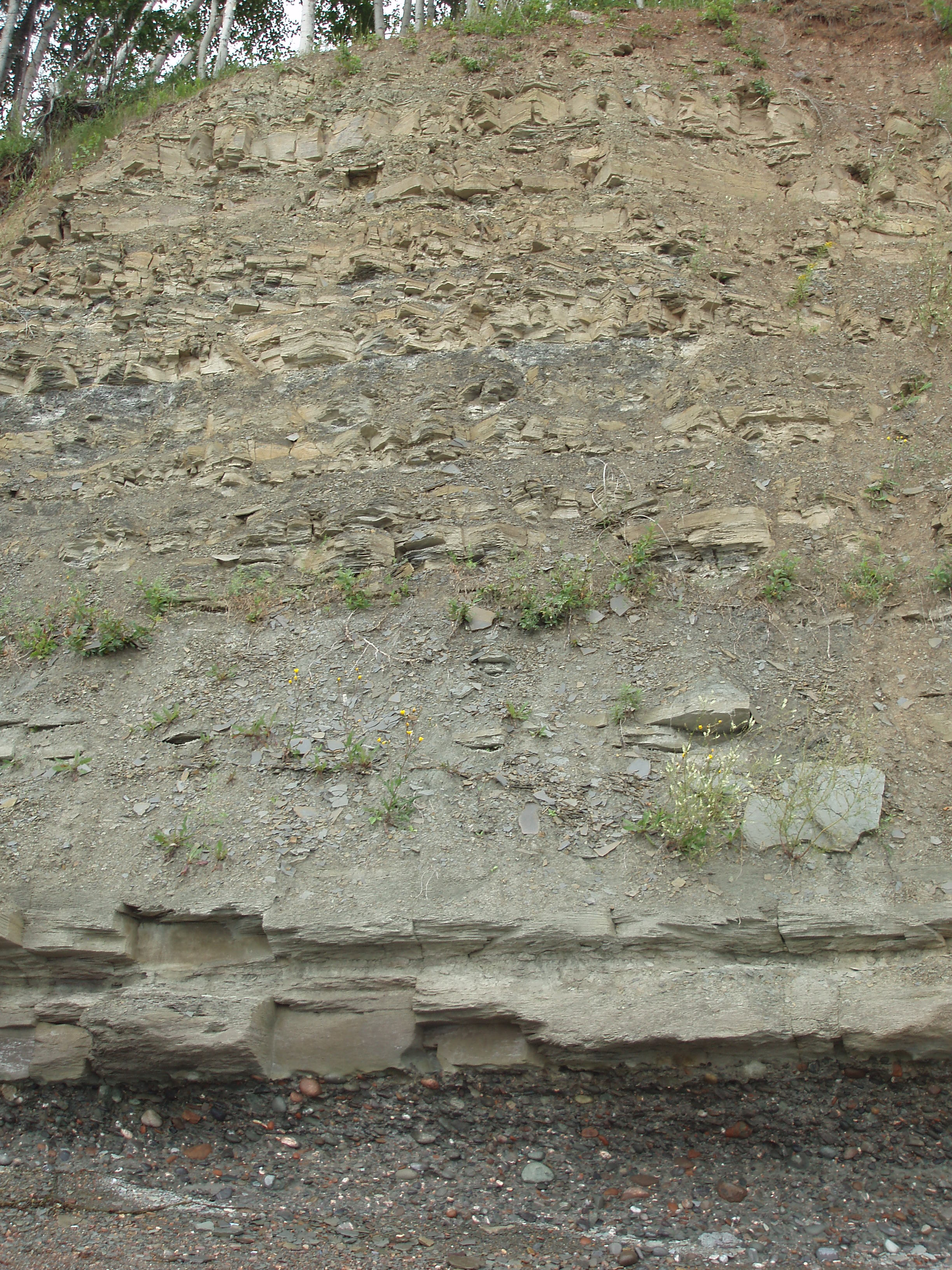
Affioramenti fossili del periodo Devoniano

Il Miguasha National Park è considerato il più importante sito paleontologico per il ritrovamento di fossili del periodo Devoniano, conosciuto come l'era dei pesci. Ben cinque dei sei gruppi di pesci fossili di questo periodo, risalenti a circa 370 milioni di anni fa, possono essere trovati entro i confini del parco. Tra di essi si sono avuti importantissimi ritrovamenti di fossili in ottimo stato di conservazione di Sarcopterygii, predecessori dei tetrapodi, che sono ritenuti i primi vertebrati terrestri con quattro zampe.

## Storia
Questo sito venne istituito come un Parco per la conservazione nel 1985. Nel 1999 è stato dichiarato Patrimonio dell'umanità dell'UNESCO.
I primi fossili vennero scoperti nel 1842 da Abraham Pineo Gesner (1797-1864), un geologo e medico, uno dei fondatori dell'industria petrolifera. Quell'anno Gesner trovò una gran quantità di resti fossili, che vennero poi trasportati al British Museum di Londra ed al National Museum of Scotland di Edimburgo. Queste scoperte causarono una grande eccitazione in tutto il mondo.
Nel corso degli anni settanta si sparse la voce che gli statunitensi avevano intenzione di acquistare i territori che contenevano i fossili, in seguito alla quale il governo del Québec comprò gran parte della regione interessata bloccando questo tentativo di privatizzazione. In seguito istituì un Parco provinciale, al fine di preservare il patrimonio paleontologico dell'intera area. Le zone periferiche del parco sono possedute da un centinaio di persone, le quali limitano lo sviluppo della regione per contribuire alla sua protezione.
Ad oggi oltre 5.000 fossili sono stati identificati, categorizzati e computerizzati in questo singolo sito di enorme importanza.